# Muinheira
Muinheira ou moinheira é uma dança e género musical típicos da Galiza.